# Бгактісварупа Дамодара Свамі
Бгактісварупа Дамодара Свамі (Bhaktisvarūpa Dāmodara Svāmī IAST, англ. Bhakti Svarupa Damodar Swami; ім'я до чернецтва -Сварупа Дамодара Даса, Svarūpa Dāmodara Dāsa IAST; ім'я при народженні -Тудам Дамодара Сінґг, англ. Thoudam Damodara Singh; 9 грудня 1937, Тоубул, Маніпур, Британська Індія - 2 жовтня 2006, Калькутта, Індія)  - індуїстський крішнаїтський гуру, вчений-хімік, письменник і поет; учень Бгактіведанти Свамі Прабгупади. З 1977 року до самої своєї смерті був одним з керівників Міжнародного товариства свідомості Крішни (ІСККОН), де виконував обов'язки ініціюючого гуру і члена керівної ради.
Бгактісварупа Дамодара Свамі відіграв активну роль у розвитку діалогу між наукою і релігією. Протягом тридцяти років, він займав пост міжнародного директора Інституту Бхактіведанти, займається дослідженням взаємозв'язку між наукою, суспільством і релігією. Він також був одним із засновників міжнародної міжрелігійної організації United Religions Initiative  і ректором-засновником Університету культури Бгаґавата в Маніпурі тобто  Бхактісварупа Дамодара виступив організатором багатьох конференцій та світових конгресів, в яких взяли участь відомі релігійні діячі та вчені, у тому числі Далай-лама XIV і ряд нобелівських лауреатів.

### Діяльність у керівництві ІСККОН
У 1977 році Прабгупада призначив Сварупа Дамодара членом Керівного ради ІСККОН. У 1980 році Сварупа Дамодара прийняв Саннйасу (уклад життя в зречення) від Кіртанананди Свамі в Нью-Вриндаване, отримавши нове ім'я «Бгактісварупа Дамодара» і титул «свамі». У 1982 році Бгактісварупа Дамодара Свамі став одним з ініціюючих гуру ІСККОН і почав приймати учнів. До моменту його смерті в 2006 році, у нього було більше 1000 учнів.